# (73705) 1991 UR2
1991 يو أر 2 (ويعرف أيضًا باسم (73705) 1991 يو أر 2 وفق تسمية الكوكب الصغير) (بالإنجليزية: 1991 UR2)‏ هو كويكب ضمن حزام الكويكبات؛ وترتيبه 73705 من حيث الاكتشاف.
اكتُشف هذا الجُرم الفلكي بواسطة Kazuro Watanabe ‏ في 31 أكتوبر 1991.

## وصلات خارجية
- (73705) 1991 UR2 في قاعدة بيانات مختبر الدفع النفاث لأجرام النظام الشمسي الصغيرة

- الاكتشاف · مخطط المدار ·  العناصر المدارية · المعلمات المادية

- (73705) 1991 UR2 على موقع ويكي سكاي: DSS2, SDSS, GALEX, IRAS, Hydrogen α, X-Ray, Astrophoto, Sky Map, Articles and images